# 宇文孝伯
宇文 孝伯（うぶん こうはく、543年 - 579年）は、北周の官僚・軍人。字は胡三、あるいは胡王。本貫は代郡武川鎮。

## 経歴
北周の宗族の安化公宇文深の子として生まれた。宇文邕と同日に生まれ、宇文泰に可愛がられて、邸内で養育された。成長すると、宇文邕とともに学んだ。559年（武成元年）、宗師上士となった。560年（武成2年）、宇文邕（武帝）が即位すると、孝伯は召し出されて側近として仕えた。当時、宇文護が北周の政権を掌握していたが、孝伯は武帝の学友として目立たない存在であったため、宇文護からの警戒を買うことがなかった。右侍上士の位を得て、武帝の読書のために近侍した。
566年（天和元年）、小宗師に転じ、右侍儀同を兼ねた。568年（天和3年）、父が死去すると、服喪中に爵位を嗣いだ。孝伯は時政の利害や世間の情報について細かく報告して、武帝の信任厚かった。武帝が宇文護の殺害をはかり、ひそかに衛王宇文直と相談すると、孝伯は王軌・宇文神挙らとともに計画に参加した。572年（建徳元年）、宇文護が殺害されると、孝伯は開府儀同三司の位を受け、司会中大夫・左右小宮伯・東宮左宮正を歴任した。
建徳年間、皇太子宇文贇が成長してくると、その側近に小人を近づけるようになったため、孝伯は武帝に注意をうながした。孝伯が東宮左宮正のまま、尉遅運が右宮正として任用され、皇太子への監視と輔導が強化された。まもなく孝伯は宗師中大夫の位を受けた。576年（建徳5年）、吐谷渾が北周に侵入してくると、武帝はこれを討つよう皇太子宇文贇に命じた。軍中の実務の多くは孝伯が決裁した。まもなく孝伯は京兆尹に転じ、入朝して左宮伯となり、さらに右宮伯となった。武帝が北斉に対して親征すると、孝伯は内史下大夫の位を受け、長安の留守の事務を委ねられた。武帝が凱旋すると、孝伯は大将軍の号を加えられ、爵位は広陵郡公に進んだ。
577年（建徳6年）、再び宗師となった。武帝が巡幸するたびに、孝伯は留守を任された。578年（宣政元年）、武帝が東巡して雲陽宮で危篤に陥ると、孝伯は急ぎ召し出されて、後事を委ねられた。司衛上大夫の位を受け、総宿衛兵馬事とされた。再び長安に取って返し、変事に備えた。
宇文贇（宣帝）が即位すると、孝伯は小冢宰の位を受けた。ときに宣帝は斉王宇文憲を嫌っており、排除したいと考えていた。宣帝がこのことを孝伯に相談すると、孝伯は親族をみだりに殺害しないよう言い残した武帝の遺詔を引いて諫めた。宣帝はこの返答を喜ばず、孝伯を疎んじるようになった。宣帝は于智・王端・鄭訳らと図って、宇文憲が反乱を計画したとして告発させた。宣帝は孝伯に命じて宇文憲を入朝させ、これを処刑した。汾州の稽胡の劉受邏干が反乱を起こすと、孝伯は行軍総管となり、越王宇文盛の下で鎮圧にあたった。
宣帝はかつて武帝に杖罰を受けて、脚に傷跡を残していたが、その恨みを思い出して鄭訳に「誰のせいだろうか」と訊ねた。鄭訳は「宇文孝伯と王軌のせいです」と答えた。579年（大象元年）、宣帝はまず王軌を処刑した。孝伯が汾州から長安に帰還すると、宣帝は先年の斉王宇文憲の事件を持ち出し、「斉王の反乱計画を知りながら、なぜ報告しなかったのか」と咎めた。孝伯が「臣は斉王が社稷に忠であり、群小のおべっか使いたちにこそ罪を加えるべきであることを知っておりました。先帝の委嘱を受けて陛下を輔導すべきところ、負託に応えられないことを罪とすべきでしょう」と答えたため、宣帝は二の句を継ぐことができなかった。孝伯は退出を命じられ、家で死を賜った。隋が建国されると、孝伯は王軌とともに名誉と官爵を回復された。
子の宇文歆が後を嗣いだ。

## 伝記資料
- 『周書』巻40 列伝第32
- 『北史』巻57 列伝第45